# Playa de Nueva Umbría
La playa de Nueva Umbría es una playa natural situada en el municipio de Lepe, en la costa occidental de la provincia de Huelva (Andalucía, España). Comprende la costa del municipio lepero desde La Antilla hasta la desembocadura del río Piedras y coincide con la fachada litoral del Paraje Natural Marismas del río Piedras y Flecha del Rompido. 

## Origen
La playa emerge con el Terremoto de Lisboa de 1755, que configuró la actual costa occidental de la provincia de Huelva. También comienza a formarse la [[Marismas del río Piedras y flecha de Nueva Umbria, que ha ido creciendo desde entonces gracias al aporte de materiales del río Piedras, al flujo mareal y a los vientos dominantes del suroeste. El crecimiento es de aproximadamente cuarenta metros anuales.

## Características
Posee alrededor de 12 km de arena fina y dorada, propia de la costa atlántica, siendo una playa casi virgen. Cuenta con paisajes marismeños, estuarios, sistemas dunares y una rica flora y fauna; todo un conjunto de gran riqueza natural que hace de este entorno un lugar idóneo para amantes de la naturaleza, siendo objeto de estudiosos e investigadores.

### Flora y fauna

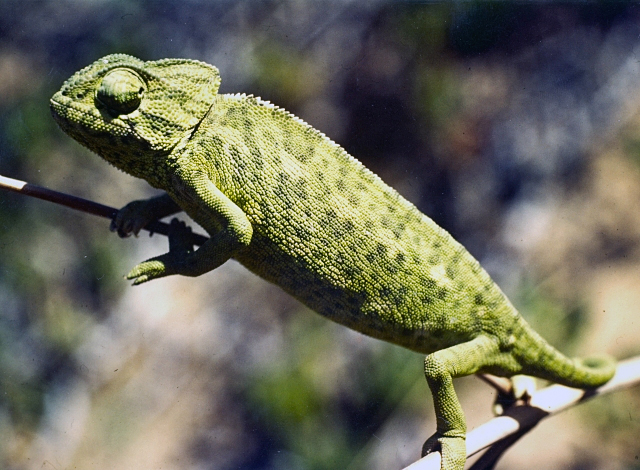
Camaleón común, especie protegida que habita Nueva Umbría.

Este entorno se caracteriza además por su extraordinaria riqueza en cantidad y diversidad de especies, tanto de flora como de fauna, algunas de las cuales están en peligro de extinción, encontrando aquí sus refugios naturales por estar apartada de urbanizaciones y el estado de conservación de sus zonas húmedas, lo que la convierte en la zona del municipio con mayor valor ecológico, motivo por el que ha sido merecedora de ser incorporada a la red de espacios protegidos de Andalucía. Las playas y dunas sirven de lugar de nidificación para el chorlitejo patinegro, la gaviota, el alcatraz, la pagaza piquirroja y el alcaraván, además de contener algunas colonias de charrancitos y canasteras. Las marismas son el lugar de refugio para el águila pescadora, diversas especies limícolas, el vuelvepiedras, el zarapito común, etc. Entre los reptiles, el camaleón es la especie más emblemática y en peligro, ya que en Europa su área de distribución está restringida a las provincias de Málaga, Cádiz, Huelva y Algarve portugués. De la misma manera, mientras en las dunas la vegetación es sabulícola, propia de los suelos arenosos no consolidados, destacando la oruga de mar, el junquillo y el loto plateado, entre otras; en las marismas es halófila, adaptada al medio salino, y en ella predominan los almajos, la espartina, la verdolaga marina, el limonastrum, el limonium y el brezo de mar 

### Asentamientos

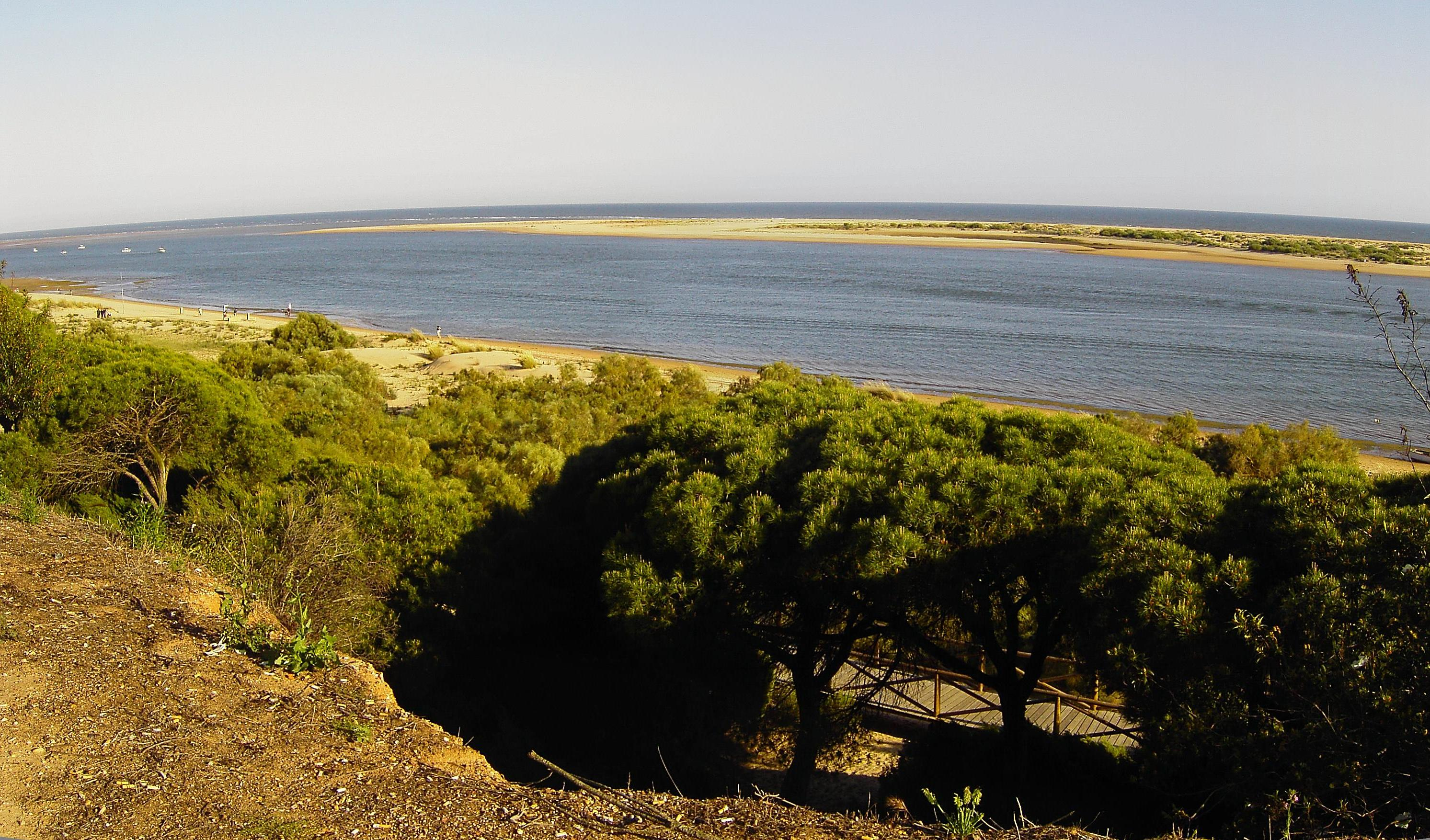
Flecha del Rompido, vista desde la ribera izquierda o norte, cerca de El Portil

En ella llegó a haber un asentamiento humano, el Real de la Almadraba de Nueva Umbría, en la que hubo población hasta que la pesca del atún terminó, la mayor parte de los ya mayores vecinos de esta antigua almadraba viven hoy día en El Rompido, Lepe o Isla Cristina. También existe una casa derruida al principio de la flecha; esta zona es conocida entre los lugareños como "La casa del Palo", restos de un cuartel del cuerpo de carabineros para controlar el contrabando durante finales del siglo XIX y principios del XX. Esta casa debe su nombre al topónimo del lugar en el que se encontraba, la antigua isla del Palo, que junto con otras, como la isla del Gato, conformaban lo que hoy en día es esta flecha litoral.

### Accesos
Se accede en coche con entrada al lado del puerto fluvial de El Terrón y enfrente del cabezo de La Bella y la ermita de Nuestra Señora de La Bella, donde se celebran fiestas privadas y romerías populares. Los últimos 150 metros, que desembocan en la orilla, se recorren a pie por dos pasarelas elevadas construidas en 2008, que atraviesan el cordón dunar y protegen la flora y fauna del paso de peatones. También es posible acceder a ella desde el Puerto de El Rompido (Cartaya) mediante un servicio de transbordadores que cruza el río Piedras y desembarca en las pasarelas de la Flecha del Rompido. 

## Nudismo

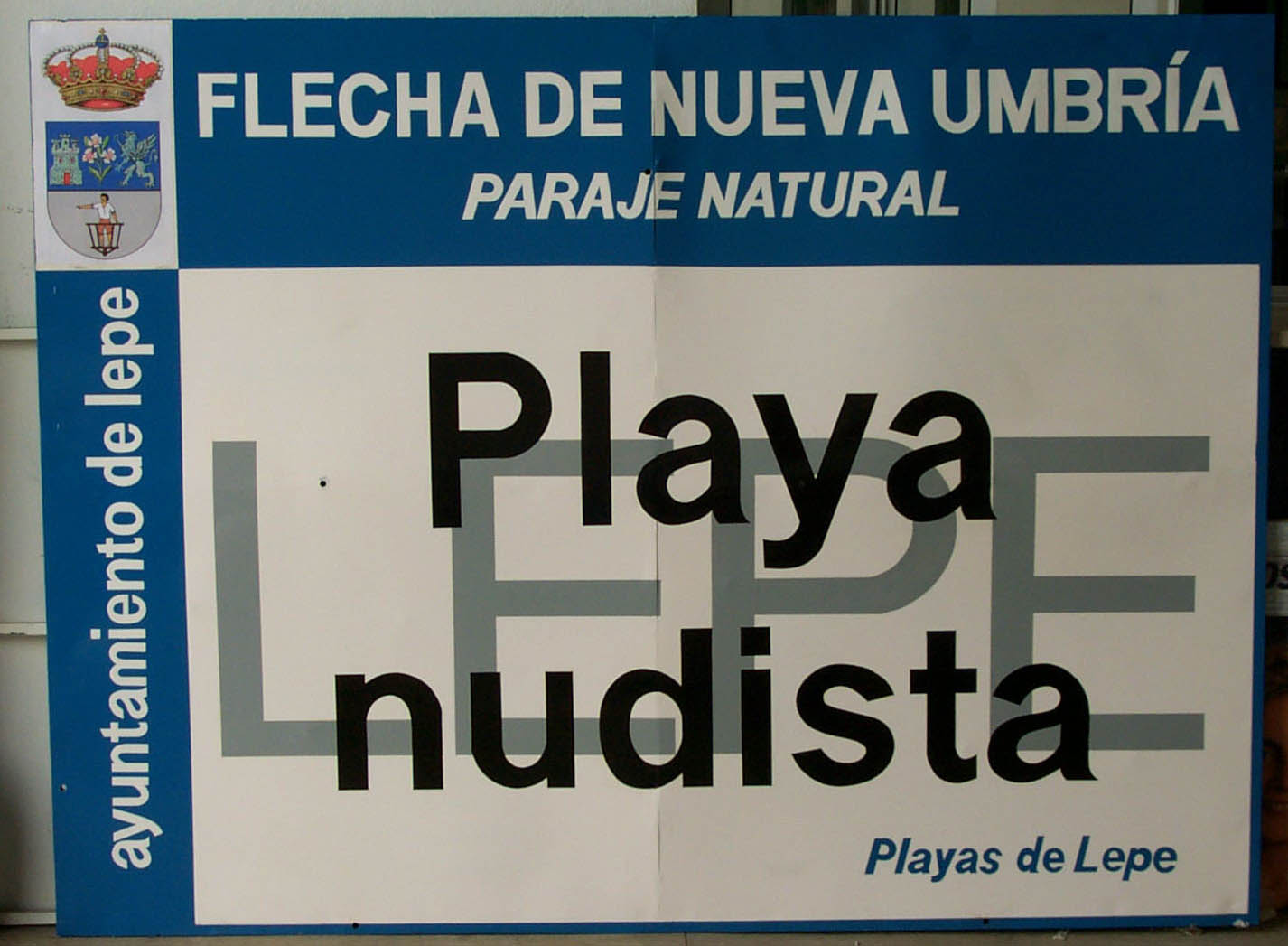
Cartel que señaliza la zona de playa nudista.

La práctica del nudismo es frecuente en la sección central de la playa de Nueva Umbría, concretamente entre la pasarela de acceso situada al final de la carretera que parte de El Terrón y la pasarela de acceso donde desembarca el ferry que realiza el trayecto El Rompido - Nueva Umbría. La condición de playa nudista es además oficial por parte del Ayuntamiento de Lepe. Tras la señalización de la playa como nudista durante varios años, se aprobó en 2010 la Ordenanza Municipal de Utilización de las Playas de La Antilla y Nueva Umbría, cuyo art. 61 contiene la competencia del Ayuntamiento para solicitar la declaración de zona nudista sobre parte de las playas de su término municipal. Finalmente el Pleno del Ayuntamiento de Lepe acordó la declaración de playa nudista en la Playa de Nueva Umbría, con una extensión de cinco kilómetros "a partir de 100 metros hacia la izquierda de la pasarela de entrada por la carretera del Terrón-La Antilla", quedando excluidas las dunas y la marisma. La Playa de Nueva Umbría ha sido además elegida en 2013 como la segunda mejor playa nudista de España por el Diario ABC.